# Asterocheres astroidicola
Asterocheres astroidicola is een eenoogkreeftjessoort uit de familie van de Asterocheridae. De wetenschappelijke naam van de soort is voor het eerst geldig gepubliceerd in 2006 door Conradi, Bandera & López-González.